# 노자와 아키라
노자와 아키라(일본어: 野澤 晁, 1914년 8월 15일 ~ 2000년 5월 13일)는 일본의 축구 선수이다.

## 국가대표팀 경력
그는 1934년 극동 선수권 대회에 참가할 일본 국가대표팀에 발탁되었으며, 5월 13일 네덜란드령 동인도와의 경기에서 데뷔했다. 그는 국제 A매치 통산 3경기에 출전, 3득점을 넣었다.

## 통계
| 일본 | 일본 | 일본 |
| 연도 | 출전 | 득점 |
| ---- | ---- | ---- |
| 1934 | 3    | 3    |
| 통산 | 3    | 3    |